# Ovatus mentharius
Ovatus mentharius är en insektsart som först beskrevs av Van der Goot 1913.  Ovatus mentharius ingår i släktet Ovatus och familjen långrörsbladlöss. Arten är reproducerande i Sverige. Inga underarter finns listade i Catalogue of Life.